# Julieta Kirkwood
Pour les articles homonymes, voir Kirkwood.
María Julieta Kirkwood Bañados (Santiago, 5 avril 1936 - 8 avril 1985) est une sociologue, politologue, théoricienne, professeure d'université et activiste féministe chilienne. Elle est considérée comme étant l'une des fondatrices et figures de proue du mouvement féministe chilien des années 1980, mais aussi l'une des précurseurs des études de genre dans le pays,,,.

## Biographie
Elle est la fille de Johnny Kirkwood et de Julieta Bañados et appartient à la première génération de femmes qui ont joui d'un accès approfondi à l'éducation secondaire. Elle étudie à l'Université du Chili, qui a vu naître les mouvements estudiantins et sociaux influencés par la révolution de Mai 68 en France, comme Unité Populaire et Revolución en Libertad.
Julieta Kirkwood considère que la pratique démocratique n'est pas réalisable sans la participation de la femme en affirmant qu'il « n'y a pas de démocratie sans féminisme. ».
En 1972, elle intègre la Faculté Latino-américaine de Sciences Sociales (FLACSO) comme enseignante et chercheuse, où elle commence ses travaux en compagnie de Enzo Faletto. Pendant cette période, elle publie quelques-uns de ses travaux les plus importants, qui constituent des référents théoriques et historiques au sein même de la pensée féministe chilienne et latino-américaine,,. Parmi ceux-ci se trouvent, Ser política en Chile: las feministas y los partidos, Tejiendo rebeldías y Feminarios. Aussi, elle collabore avec la revue Furia et le Boletín del Círculo de Estudios de la Mujer.

### Refonte du mouvement féministe chilien
Pendant la première moitié du XXe siècle, les organisations féministes liées à la lutte suffragiste ont décliné, selon certaines analyses, à cause de leur subordination aux intérêts des partis politiques. Kirkwood parie sur la refonte du mouvement féministe chilien soutenu dans le discours académique.
Dans son travail théorique, on peut remarquer des propositions associées au domaine des études de genre mais depuis une optique féministe proche de l'activisme, avec une critique envers le discours conservateur du féminisme et un regard interculturel sur la culture latino-américaine,.
Comme activiste, Kirkwood participe à diverses organisations en faveur des droits des femmes. Parmi elles, le Cercle d'études de la femme, devenu plus tard La Demeure (La Morada), ainsi que le Centre d'Études de la Femme (CEM). Elle participe à plusieurs mouvements sociaux féministes comme le Mouvement Pro-émancipation des femmes du Chili (MEMCh 83) et le Département Féminin de la Coordination Nationale Syndicale. En 1983, elle devient l'une des fondatrices du mouvement féministe d'opposition au Régime militaire d'Augusto Pinochet où la consigne est « De la démocratie dans le pays, à la maison et au lit », phrase popularisée par Julieta et Margarita Pisano,. Elle dénonce également l'autoritarisme et le manque de neutralité dans le milieu éducatif, autant dans l'enseignement que dans l'accès à la connaissance scientifique.

## Publications
- Chile: la mujer en la formulación política (Santiago: FLACSO, 1981).
- Feminarios (Santiago: Documentas, 1987).
- El feminismo como negación del autoritarismo (Santiago: FLACSO, 1983).
- Feminismo y participación política en Chile (Santiago: FLACSO, 1982).
- Feministas y políticas (Santiago: FLACSO, 1984).
- Los nudos de la sabiduría feminista (Santiago: FLACSO, 1984).
- La política del feminismo en Chile (Santiago: FLACSO, 1983).
- Ser política en Chile: las feministas y los partidos (Santiago: LOM Ediciones, 1982, 1986 y 2010).
- Ser política en Chile: los nudos de la sabiduría feminista (Santiago: Cuarto Propio, 1990).
- Tejiendo rebeldías: escritos feministas de Julieta Kirkwood (Santiago: CEM, 1987).